# Pseudoparatettix comes
Pseudoparatettix comes är en insektsart som beskrevs av Günther, K. 1938. Pseudoparatettix comes ingår i släktet Pseudoparatettix och familjen torngräshoppor. Inga underarter finns listade i Catalogue of Life.